# Daniel Novák (advokát)
Daniel Novák (* 10. července 1952 Praha) je český kybernetik, advokát a vysokoškolský pedagog, v letech 2001 až 2009 a opět od roku 2015 člen Rady pro rozhlasové a televizní vysílání.

## Život
V letech 1971 až 1976 studoval kybernetiku na Fakultě elektrotechnické Českého vysokého učení technického v Praze (ČVUT, promoval v roce 1976). V letech 1981 až 1983 studoval vysokoškolskou pedagogiku na Karlově Univerzitě (UK) v Praze. Od roku 1985 až 1987 učitelství odborných předmětů na ČVUT. Vzdělání si v letech 1986 až 1991 rozšířil na Právnické fakultě UK (z práva promoval v roce 1991). V roce 1989 získal vědeckou hodnost kandidát věd (CSc.). V roce 1994 složil advokátní zkoušku. Habilitoval se (tj. stal se docentem) v roce 1998.
V letech 1975 až 2000 pracoval jako řidič tramvaje, 1977 až 1978 byl výrobní dispečer, 1978 až 1981 středoškolský učitel, od roku 1981 je vysokoškolský učitel, v letech 1991 až 1994 byl advokátní koncipient a od roku 1994 pracuje jako advokát. Od roku 1981 působí jako pedagogický a vědecký pracovník na Univerzitě Karlově v Praze. Zároveň v Praze provozuje vlastní advokátní kancelář (Advokátní kancelář Doc. JUDr. Ing. Daniel Novák, CSc. a JUDr. Markéta Nováková), věnují se především rodinnému právu. Jako autor či spoluautor publikoval více než 130 odborných článků, vědeckých monografií a učebnic. Angažoval se rovněž v Ústřední volební komisi (1999–2000) a ve výborech České advokátní komory (ČAK). V letech 1997 až 2005 byl členem výboru pro výchovu advokátních koncipientů a advokátů ČAK. Od roku 2005 je školitelem v doktorském studiu a členem vědeckých výborů mezinárodních konferencí. V letech 2005 až 2006 byl členem Výběrové komise pro informování o evropských záležitostech Úřadu vlády České republiky. Od roku 2008 je garant studijních programů v bakalářském a magisterském studiu.
V únoru 2001 se stal členem Rady pro rozhlasové a televizní vysílání, nominovala jej KSČM. Mandát mu skončil v dubnu 2003, když Poslanecká sněmovna PČR celou RRTV protiprávně odvolala. O měsíc později byl za KSČM zvolen členem rady po druhé a obsadil i post místopředsedy rady. Tentokrát skončila platnost mandátu v květnu 2009. V dubnu 2015 se stal členem RRTV již po třetí, opět jej nominovala KSČM, funkce se ujal 24. května 2015 s mandátem do 24. května 2021. V dubnu 2021 byl Poslaneckou sněmovnou PČR po čtvrté zvolen členem Rady pro rozhlasové a televizní vysílání. Na tuto funkci jej opět nominovala KSČM. Ve volbě získal 102 ze 186 možných hlasů (ke zvolení bylo třeba 94 hlasů). Na konci srpna 2021 se stal místopředsedou rady. V dubnu 2021 obhájil mandát radního na dalších šest let. Místopředsedou rady byl do konce srpna 2023, dne 5. září 2023 byl opět zvolen místopředsedou, a to na další dva roky.
Je ženatý. Má tři děti.